# 1580-е годы до н. э.
1580-е (ты́сяча пятьсо́т восьмидеся́тые) го́ды до на́шей э́ры по пролептическому юлианскому календарю — промежуток времени с 1 января 1589 года до н. э. по 31 декабря 1580 года до н. э., включающий с 1589 по 1581 годы 2-го десятилетия  и 1580 год 3-го десятилетия XVI века 2-го тысячелетия до н. э. Им предшествовали 1590-е годы до н. э., за ними следовали 1570-е годы до н. э. Они закончились 3605 лет назад.

## События

### Греция
- Актей, царь Афин (первый царь Афин, согласно Паросской хронике), унаследовал трон от Кекропса I.

### Египет
- Хиан (Сеусеренре) — правитель «Великих Гиксосов», из XV династии египетских фараонов.

### Ближний Восток
- Правление Хантили I — правителя Хеттского царства.
- Около 1586 года начал править Шамши-Адад II — царь Ашшура древнеассирийского периода.
- Около 1580 года взошёл на престол Атта-мерра-халки — верховный правитель (суккаль-мах) Элама, из династии Эпартидов.

### Другие регионы
- Ок. 1590—1588 гг. — после ухода хеттов цари «страны моря» завоевали Вавилон и создали 2-ю вавилонскую династию.

## Скончались
Эришум III (1598—1586 до н. э.) — ассирийский царь.